# Die Erzählung von Hai

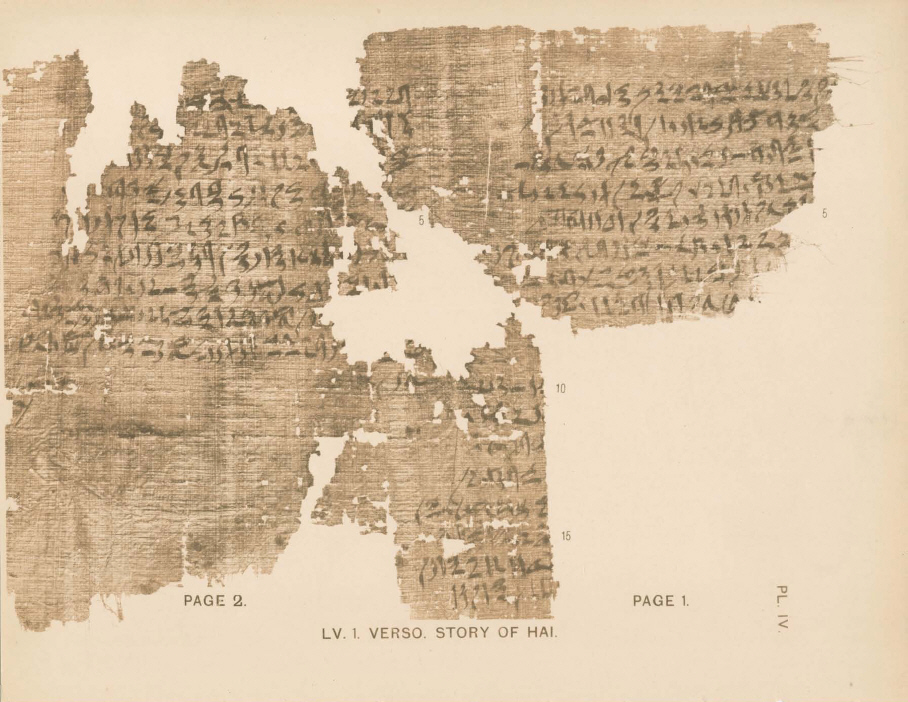
Der Papyrus Kahun LV. 1 mit der Erzählung von Hai

Die Erzählung von Hai ist ein nur extrem bruchstückhaft erhaltenes Werk der altägyptischen Literatur. Der moderne Name der Erzählung leitet sich von der einzigen namentlich genannten Person ab, einem Mann namens Hai (H3j), bei dem es sich aber vermutlich nicht um den Protagonisten handelt.

## Überlieferung
Die Geschichte ist nur auf der Rückseite des aus Al-Lahun stammenden Papyrus Kahun LV. 1 überliefert. Dieser enthält auf seiner Vorderseite außerdem einige Hymnen auf Pharao Sesostris III. Sowohl diese Hymnen als auch der Fundort erlauben es, den Papyrus in die späte 12. Dynastie zu datieren.

## Inhalt
Aufgrund des schlechten Erhaltungszustandes ist der Inhalt der Geschichte praktisch nicht zu erschließen. Es sind nur 27 Zeilen überliefert, die allesamt Lücken aufweisen. Aus den Textfetzen lässt sich lediglich herauslesen, dass jemand eine Rede hält sowie dass eine Person ermordet und anschließend beerdigt wird. Der erhaltene Text schließt mit den Worten „Es ist zu Ende“, woraus sich schließen lässt, dass mit den erhaltenen Zeilen nur das Ende der Erzählung überliefert ist, während der Anfang vollständig fehlt.
Die Handlung spielte wohl zur Zeit des späten Alten Reiches in Memphis, da die „Pyramide des Neferkare“ (Pepi II.) erwähnt wird. Neben Hai wird nur noch ein Distriktvorsteher genannt, bei dem es sich vielleicht um den eigentlichen Protagonisten handelt und der wohl für die Beerdigung des Hai zuständig ist.